# David Holzman's Diary
David Holzman's Diary is een Amerikaanse mockumentary uit 1967. Het was de debuutfilm van Jim McBride (die later The Big Easy en verschillende afleveringen van Six Feet Under zou regisseren). De film werd in 1991 toegevoegd aan het National Film Registry.

## Verhaal
Een jonge filmmaker besluit een documentaire over zijn leven te maken, maar ontdekt tijdens het filmen iets over zichzelf en zijn realiteit.

## Rolverdeling
| Acteur           | Personage         |
| ---------------- | ----------------- |
| L. M. Kit Carson | David Holzman     |
| Eileen Dietz     | Penny Wohl        |
| Lorenzo Mans     | Pepe              |
| Louise Levine    | Sandra            |
| Fern McBride     | vrouw op de metro |
| Michael Levine   | Sandra's vriend   |
| Bob Lesser       | Max               |
| Jack Baran       | agent             |